# Max Straubinger

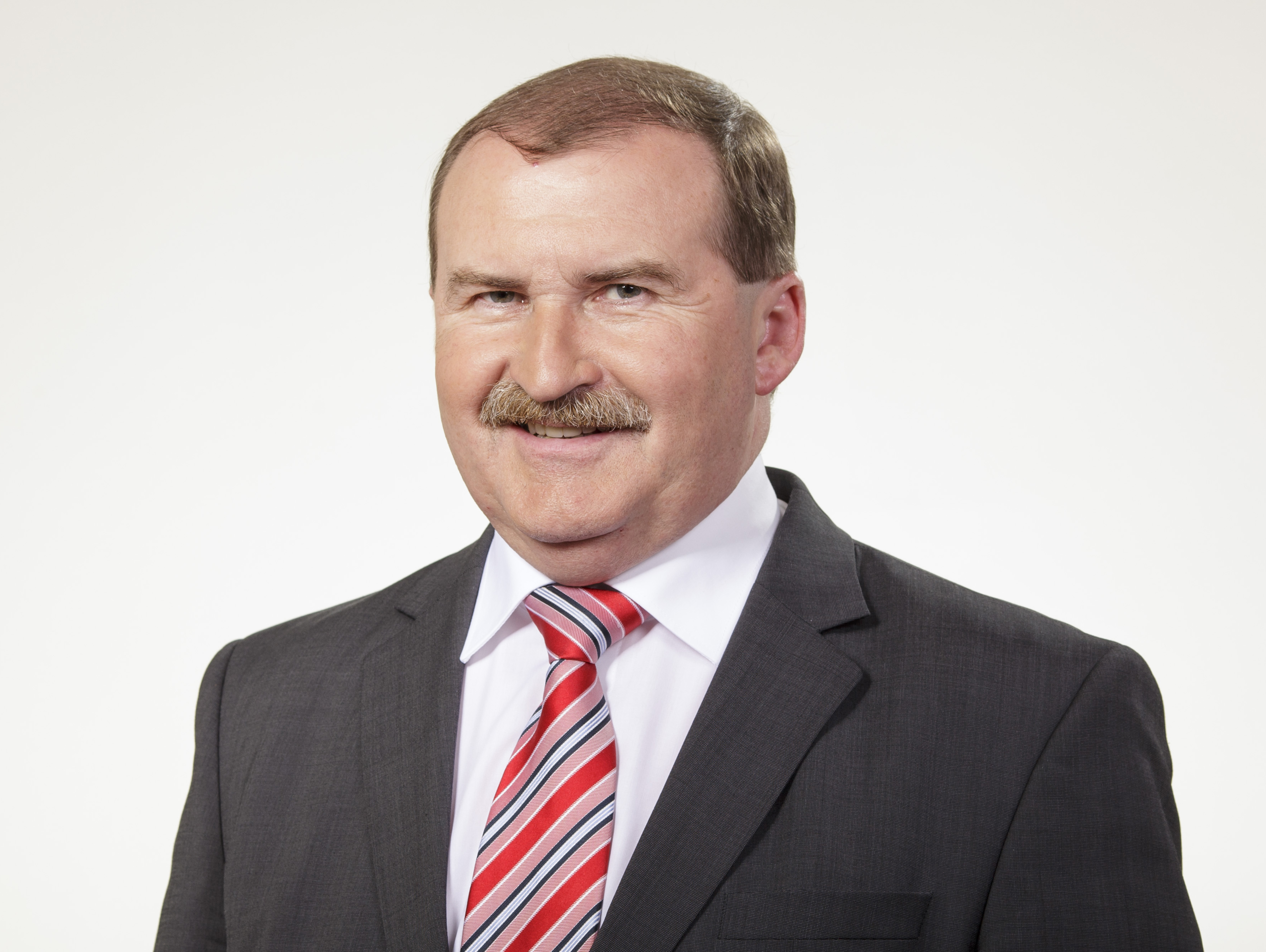
Max Straubinger (2012)

Max Straubinger (* 12. August 1954 in Oberlucken bei Simbach) ist ein deutscher Politiker (CSU). Er war von 1994 bis 2025 Mitglied des deutschen Bundestages.

## Leben
Nach der Mittleren Reife machte Straubinger eine landwirtschaftliche Lehre und leistete anschließend von 1973 bis 1974 seinen Wehrdienst ab. Von 1976 bis 1977 besuchte er die Höhere Landbauschule Rotthalmünster und legte 1977 die Prüfung zum Landwirtschaftsmeister ab. Danach war er bis 1983 als Angestellter im Außendienst tätig. Von 1984 bis 2019 war er selbständiger Generalvertreter der Allianz Beratungs- und Vertriebs AG in München.
Max Straubinger ist römisch-katholisch, verheiratet und hat drei Kinder.

## Politische Laufbahn
Straubinger trat 1970 in die Junge Union (JU) und 1972 in die CSU ein und war von 1985 bis 1989 Vorsitzender des JU-Kreisverbandes Dingolfing-Landau. Ab 1987 war er dort stellvertretender Vorsitzender des CSU-Kreisverbandes, bis er 1993 schließlich zum Kreisvorsitzenden gewählt wurde.

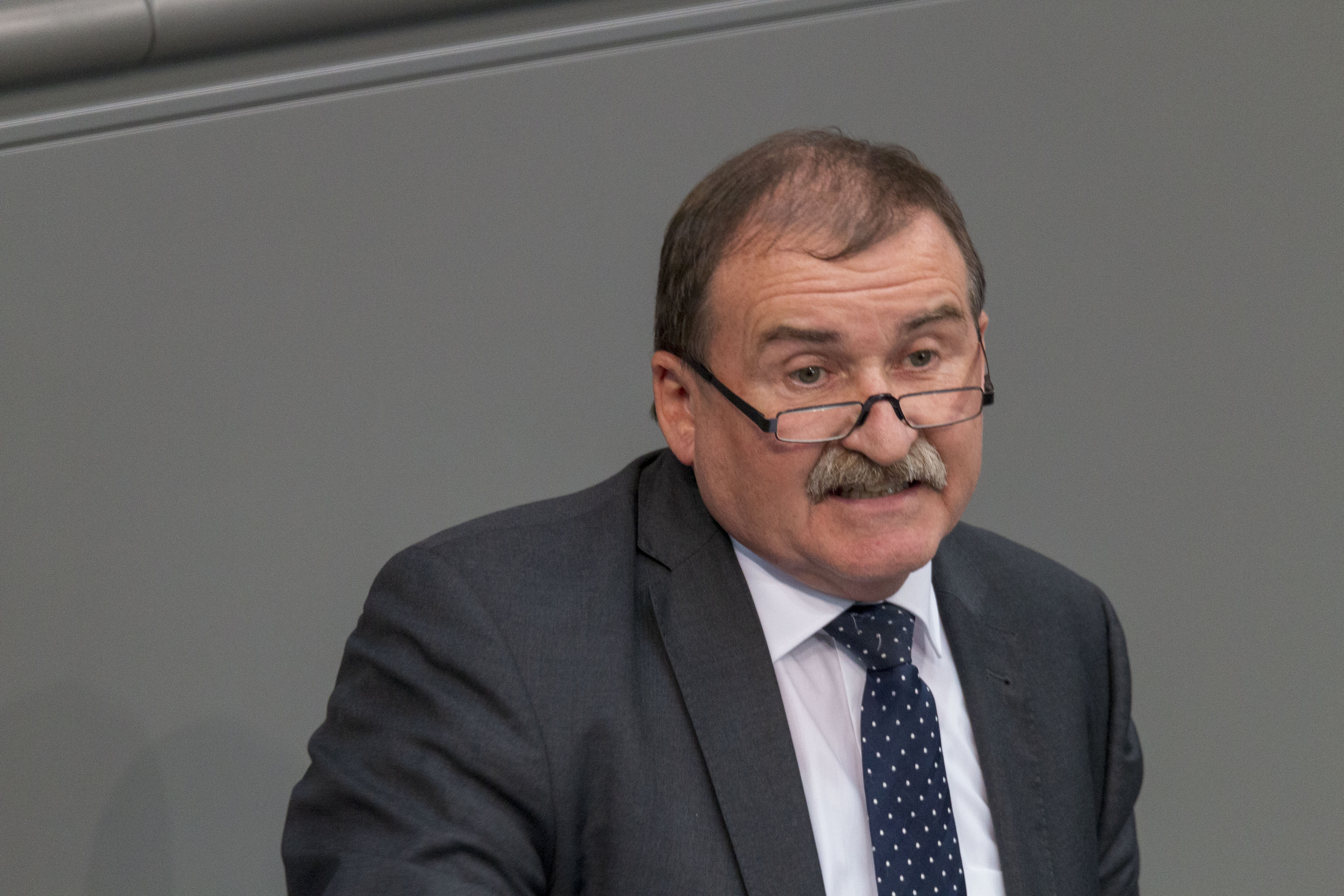
Max Straubinger, 2020 im Deutschen Bundestag

Straubinger gehörte von 1978 bis 1994 dem Marktrat von Simbach an und ist seit 1990 Abgeordneter im Kreistag des Landkreises Dingolfing-Landau.

### Mitglied des Bundestages
Ab 1994 war er Mitglied des Deutschen Bundestages und hier von 2002 bis 2013 stellvertretender Vorsitzender der CSU-Landesgruppe sowie von 2005 bis 2013 Vorsitzender des Landesgruppenarbeitskreises Arbeit und Soziales; Gesundheit; Familie, Senioren, Frauen und Jugend. Von Januar 2006 bis Oktober 2017 gehörte er außerdem dem Vorstand der CDU/CSU-Bundestagsfraktion an. Er war von Dezember 2013 bis Oktober 2017 Parlamentarischer Geschäftsführer der CSU-Landesgruppe. Im 19. Deutschen Bundestag war Straubinger ordentliches Mitglied im Ausschuss für Ernährung und Landwirtschaft, sowie im Ausschuss für Arbeit und Soziales.
Straubinger gehörte zu den neun Bundestagsabgeordneten, die gegen die zwangsweise Veröffentlichung ihrer Nebeneinkünfte durch das 2005 verabschiedete Transparenzgesetz vor dem Bundesverfassungsgericht klagten und dort scheiterten. Aus seiner versicherungswirtschaftlichen Tätigkeit bezog er 2016 Nebeneinkünfte der Stufe 9 (150.001 bis 250.000 Euro jährlich). Seit 2011 verstieß er in jedem Jahr gegen die Transparenzpflichten des Deutschen Bundestags.
Im Dezember 2014 wurde er als Nachfolger von Herbert Frankenhauser zum Präsidenten des Deutschen Instituts für Reines Bier e. V. (DIRB) gewählt.
Straubinger ist stets als direkt gewählter Abgeordneter des Wahlkreises Rottal-Inn in den Bundestag eingezogen. Bei der Bundestagswahl 2005 erreichte er hier 65,0 % der Erststimmen. Bei der Bundestagswahl 2009 zog er mit 54.904 Stimmen (53,6 %), 2013 mit 62.748 Stimmen (61,1 %), 2017 mit 45,0 % und 2021 mit 35,1 % in den Bundestag ein.
Im Januar 2024 gab er bekannt, bei der Bundestagswahl 2025 nicht erneut zu kandidieren.

## Ehrungen
- 2009: Bundesverdienstkreuz am Bande
- 2011: Bayerischer Verdienstorden
- 2012: Goldenes Ehrenzeichen der Kassenzahnärztlichen Vereinigung Bayerns